# 斗母宮
斗母宫（英語：Tou Mu Kung Temple）是一座位於新加坡实龙岗路上段的道教庙宇，主奉斗母元君及九皇大帝，系新加坡国家古迹。该庙融合了道教与佛教的宗教元素。

## 歷史
此庙最初由华商王珠玑于家中设立神龛。王氏曾许愿供奉九皇大帝以换取生意成功。事业有成后，该神龛香火日盛，信徒逐年增多。
后有福建籍菠萝商人王水斗捐出一块位于后港的土地，建造一座正式庙宇以供信众膜拜。
该庙于1919年动工，1921年竣工。主要服务潮州人社群。斗母宫曾是新加坡仅存的两座拥有永久戏台的庙宇之一，至1998年前，节庆期间均会上演潮剧等传统戏曲，历时八十年。
2005年1月14日，斗母宫被新加坡国家文物局列为新加坡国家古迹，因其具特殊历史与传统价值。

## 建筑
斗母宫布局对称，中轴线设有一座天井。正殿后方建有一座两层宝塔。庙宇后部设有供庙祝起居的平房。
屋顶饰有飞舞的龙形装饰。主殿屋脊中央置有一颗燃烧的宝珠，脊端装饰以龙鱼。庙顶四角以螺旋饰封顶。屋顶桁架结构典型中国建筑风格，并配以石雕及简约斗拱。正门上绘有门神图像。整体色彩以浅蓝与棕色为主，相较其他庙宇较为素雅。
主坛供奉九皇大帝，左坛供斗母，右坛供奉观音菩萨。正门上方匾额铭刻捐助者姓名及庙宇建成年份。